# Myriostachya
Myriostachya (Benth.) Hook.f. é um género botânico pertencente à família Poaceae.